# Авро 530
Авро 530 (енгл. Avro 530) је британски ловачки авион који је производила фирма Авро (енгл. Avro). Први лет авиона је извршен 1917. године. 

Авион је израђен 1916. и такмичио се са авионом Бристол F.2A. Упркос добрим летним особинама авиона Авро 530, Бристол је као бољи ушао у производњу. 530 је даље кориштен за експерименте.
Највећа брзина у хоризонталном лету је износила 183 km/h. Размах крила је био 10,97 метара а дужина 8,69 метара. Маса празног авиона је износила 769 килограма а нормална полетна маса 1216 килограма. Био је наоружан са једним 7,7 мм митраљезом Луис и једним Викерс.

## Наоружање
| Наоружање авиона: Авро 530     |                     |
| Ватрено (стрељачко) наоружање  |                     |
| Топ                            |                     |
| Митраљез                       |                     |
| Број и ознака митраљеза        | 2, 1 Викерс, 1 Луис |
| Калибар                        | 7,7                 |
| Бомбардерско наоружање (бомбе) |                     |
| Ракетно наоружање (ракете)     |                     |

## Земље које су користиле авион
- Велика Британија